# 通寧水

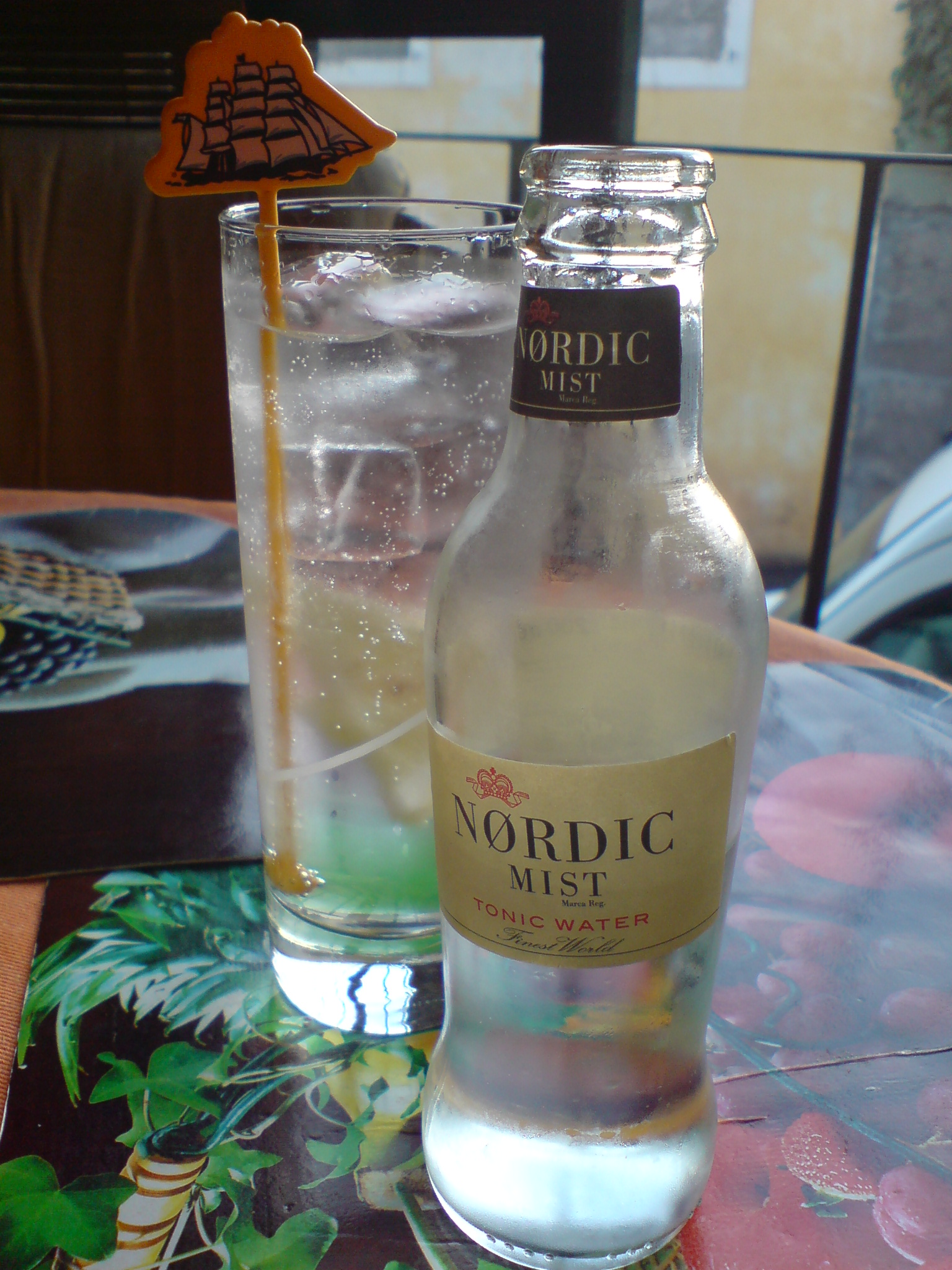
市面上的通寧水產品

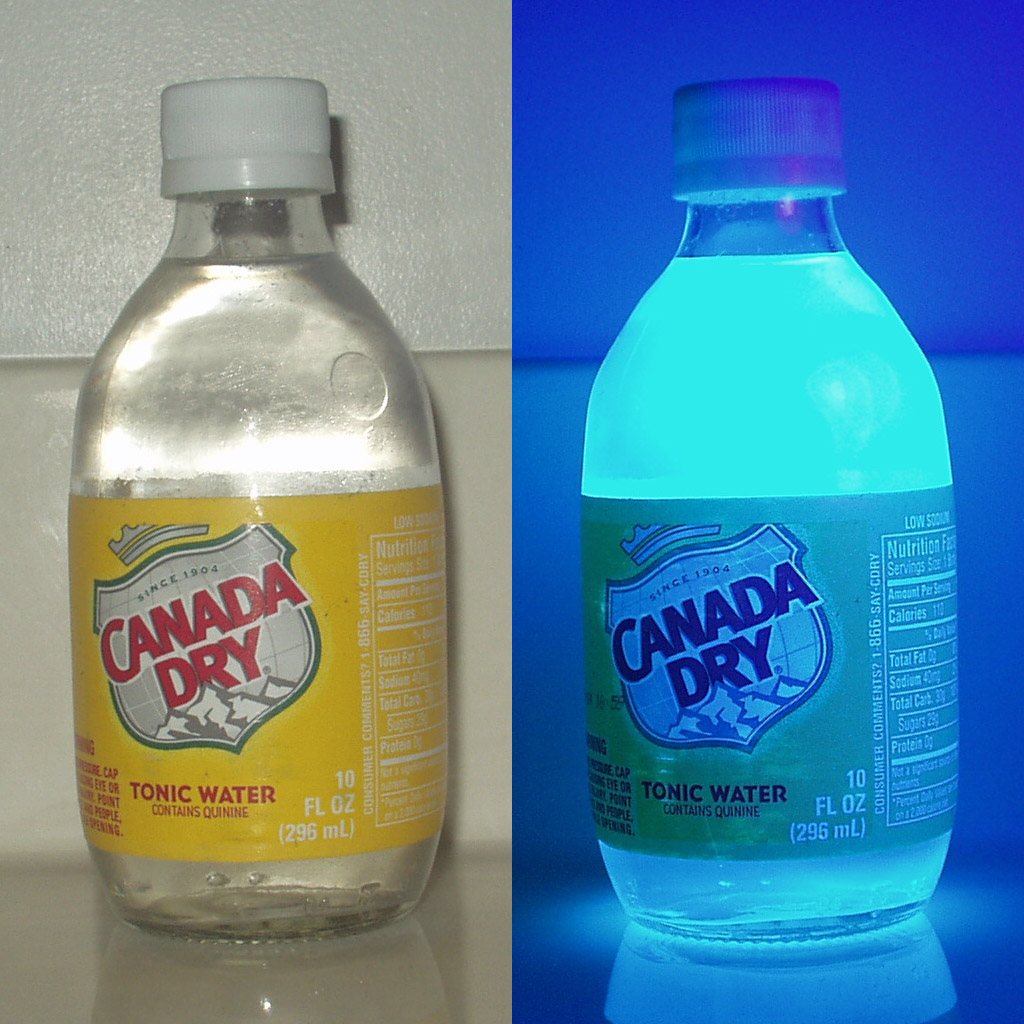
含有奎寧的通寧水在紫外線的照射下發出螢光

通寧水（英語：tonic water），又稱湯力水、奎寧水，是一種汽水類的軟性氣泡飲料，使用以奎寧（Quinine，又稱為「金雞納霜」）為主的香料作為調味，帶有一種天然的植物性苦味，經常被用來與烈酒調配各种雞尾酒，如琴通寧。

## 历史
最初的時候，通寧水是被用來作為藥物使用，從天然奎寧樹皮萃取出的植物性生物鹼類物質擁有抵抗瘧疾這種熱帶傳染病的效果。早期的通寧水只是單純的含有碳酸水與奎寧的成分，而且奎寧的劑量非常高，相傳因為通寧水味道實在太苦難以下嚥，因此當時被派往非洲與印度等熱帶地方作戰的英國士兵，發明了將通寧水與琴酒混和之後飲用的變通方法，以便降低其苦味。這個新發明被帶回英國本土後，成為今日非常常見的熱門雞尾酒配方，金汤力的原型。
然而，今日市面上量販的通寧水已經與當初的原始版本有很大的差異。其中，為了改善通寧水的適飲性，許多製造廠商（主要是歐洲與亞洲地區的廠商）在裡面加入了包括糖類與檸檬、青柠等柑橘类水果氣味在內的成分，並且大幅降低奎寧的含量，如此低的劑量已經不具有有效的醫療作用，主要的目的還是想獲得奎寧那種微微甘苦味道的特殊口感。现代通寧水有的含糖量极高，也有以零卡路里甜味剂取代的。
现代仍然有奎寧苦味较重、不加甜味和果味的“传统风味”通寧水，但即使是这种也没有原本的奎宁含量。奎宁的苦味在一定浓度以上就不会再有显著的增加，不用于药用就无再加的意义。

## 奎寧含量
奎寧是一種藥物，在治疗剂量下有副作用（例如造成流產或胎兒成長不全）。大部分國家會限制境內販售的通寧水，其奎寧含量必須低於某特定的安全標準：
- 美國食品藥品監督管理局規定其含量不得高於83ppm = 83 mg/L[2]。
- 欧盟限量为100 mg/L，相当于原始版本的0.25–0.5%。[3]
- 中国GB 2760-2024《食品添加剂使用标准》将奎宁盐酸盐列入“允许使用的食品用天然香料名单”但没有写限量。[4]
- 台湾《食品添加物使用範圍及限量暨規格標準》规定限量为85 mg/kg。[5]

作为比较，现代治疟疾的奎宁剂量高达每日500–1000 mg，预防更是需要每日2,100 mg。

### 副作用
即使有限量，通寧水也有造成不良反应的报告，虽然偶发但不少。可能有的反应有：皮疹、高烧、红斑、大疱，最严重的有史蒂芬斯-强森症候群。